# Peter Libby
Peter Libby (* 13. Februar 1947 in Berkeley, Kalifornien) ist ein US-amerikanischer Kardiologe und Herz-Kreislauf-Forscher am Brigham and Women’s Hospital und an der Harvard Medical School, beide in Boston, Massachusetts. Er ist vor allem für die Erforschung entzündlicher Prozesse bei der Arteriosklerose bekannt.

## Leben
Libby wuchs in seinem Geburtsort Berkeley, Kalifornien auf. Als Kind erkrankte er 1952 an Poliomyelitis, während seine Mutter an der Erkrankung verstarb. Sein Vater, der Chemiker Henry Libby, zog Peter Libby und seine jüngere Schwester zunächst alleine auf, bevor er wieder heiratete.
Libby erwarb 1969 an der University of California, Berkeley einen Bachelor in Biochemie und französischer Literatur und 1973 an der University of California, San Diego einen M.D. als Abschluss des Medizinstudiums. Seine Ausbildung zum Facharzt für Innere Medizin (1976) absolvierte er am Peter Bent Brigham Hospital (heute Brigham and Women’s Hospital). 1981 erhielt er einen weiteren Facharzttitel in „kardiovaskulärer Medizin“ (in etwa Kardiologie).
1980 erhielt Libby eine erste Professur (Assistant Professor) für Kardiologie an der Tufts University in der Nähe von Boston. 1990 erhielt er dort eine ordentliche Professur. Im selben Jahr holte ihn Victor Dzau als Leiter der Abteilung für Gefäßmedizin an das Brigham and Women’s Hospital und Associate Professor an der Harvard Medical School zurück. 1996 erhielt Libby dort eine ordentliche Professur, die er bis heute (Stand 2016) innehat.
Libby ist seit 1975 mit Beryl Benacerraf, verheiratet, einer Tochter des späteren Nobelpreisträgers Baruj Benacerraf, die ebenfalls eine Professur an der Harvard Medical School innehat. Das Paar hat zwei Kinder.

## Wirken
Libby konnte nachweisen, dass entzündliche Prozesse bei kardiovaskulären Erkrankungen eine zentrale Rolle spielen. Er prägte das moderne Verständnis der Arteriosklerose und anderer kardiovaskulärer Erkrankungen und legte die Basis für aktuelle Therapieprinzipien dieser Erkrankungen.
Libbys Forschungsgruppe befasst sich auf zellbiologiescher und molekularbiologischer Ebene mit den pathophysiologisch grundlegenden Mechanismen von Erkrankungen der Blutgefäße, insbesondere der Arteriosklerose. Sie verfolgt das Konzept einer fehlgeleiteten immunologischen und entzündlichen Abwehr von „Verletzungen“, darunter Ablagerungen von Cholesterin, und untersucht verschiedene Botenstoffe, die in diesem Prozess eine Rolle spielen. Die Gruppe untersucht dabei die Mechanismen der Wachstumsregulation verschiedener Zelltypen (Endothel, glatte Muskulatur) in der Gefäßwand. Weitere Arbeiten befassen sich mit den Wirkmechanismen moderner Medikamente gegen diese Erkrankungen, die den Cholesterinspiegel und andere Risikofaktoren von Herz-Kreislauf-Erkrankungen beeinflussen. Hierbei geht es auch um die Entdeckung neuer Zielmoleküle zur Behandlung und Prävention von Herzinfarkt, Schlaganfall und peripherer arterieller Verschlusskrankheit.

## Auszeichnungen (Auswahl)
- 1999 Fellow der American Association for the Advancement of Science
- 2013 Anitschkow-Preis der European Atherosclerosis Society
- 2016 Ernst-Jung-Medaille für Medizin in Gold[1]